# Ле-Ольм
Ле-Ольм (фр. Le Heaulme) — муниципалитет во Франции, в регионе Иль-де-Франс, департамент Валь-д'Уаз. Население — 187 человек (1999).
Муниципалитет расположен на расстоянии около 45 км северо-западнее Парижа, 16 км севернее Сержи.

## Демография
Динамика населения (Cassini и INSEE):